# هدف (فیلم ۲۰۱۴)
هدف (کره‌ای: 표적; لاتین‌نویسی اصلاح‌شده: Pyojeok) یک فیلم سینمایی در ژانر مهیج و فیلم اکشن محصول سال ۲۰۱۴ کره جنوبی با بازی ریو سونگ ریونگ، لی جین ووک، یو جون سانگ، کیم سونگ ریونگ و کارگردانی یون هونگ سونگ است است. این فیلم بازسازی یک اثر فرانسوی بنام نقطه خالی است.
این فیلم که در تاریخ ۳۰ آوریل ۲۰۱۴ در کره جنوبی اکران شد ، در بخش نمایش فیلم های جشنواره فیلم کن ۲۰۱۴ نیز از رقابت خارج شد.